# París-Bourges 2018
La 68.ª edición de la clásica ciclista París-Bourges se celebró en Francia el 4 de octubre de 2018 sobre un recorrido de 193,7 kilómetros con inicio en la ciudad de Gien y final en la ciudad de Bourges.
La carrera formó parte del UCI Europe Tour 2018, dentro de la categoría 1.1, y fue ganada por el francés Valentin Madouas del Groupama-FDJ. Los también franceses Bryan Coquard del Vital Concept y Christophe Laporte del Cofidis, Solutions Crédits completaron el podio como segundo y tercer clasificado respectivamente.

## Equipos participantes
Tomaron parte en la carrera 18 equipos: 2 de categoría UCI WorldTeam; 10 de categoría Profesional Continental; y 6 de categoría Continental. Formando así un pelotón de 126 ciclistas de los que acabaron 109. Los equipos participantes fueron:
| WorldTeams (2)- AG2R La Mondiale - Groupama-FDJ Equipos continentales profesionales (10)- Direct Énergie - Cofidis, Solutions Crédits - Delko-Marseille Provence-KTM - Fortuneo-Samsic - Vital Concept - Sport Vlaanderen-Baloise - Wanty-Groupe Gobert - WB-Aqua Protect-Veranclassic - Euskadi Basque Country-Murias - Israel Cycling Academy Equipos continentales (6)- Saint Michel-Auber 93 - Roubaix Lille Métropole - Differdange-Losch - Vorarlberg-Santic - Cibel-Cebon - Development Team Sunweb |
| |

## Clasificación final
- Las clasificaciones finalizaron de la siguiente forma:[2]

| \| Clasificación general \| Clasificación general \| Clasificación general \| Clasificación general \| Clasificación general \| \| Ciclista \| Ciclista \| Equipo \| Tiempo \| \| \| --------------------- \| --------------------- \| -------------------------- \| --------------------- \| --------------------- \| \| 1.º \| Valentin Madouas \| Groupama-FDJ \| 4 h 20 min 27 s \| \| \| 2.º \| Bryan Coquard \| Vital Concept \| + 0 s \| \| \| 3.º \| Christophe Laporte \| Cofidis, Solutions Crédits \| + 0 s \| \| \| 4.º \| Bram Welten \| Fortuneo-Samsic \| + 0 s \| \| \| 5.º \| Milan Menten \| Sport Vlaanderen-Baloise \| + 0 s \| \| \| 6.º \| Jon Aberasturi \| Euskadi-Murias \| + 0 s \| \| \| 7.º \| Andrea Pasqualon \| Wanty-Groupe Gobert \| + 0 s \| \| \| 8.º \| Mickaël Delage \| Groupama-FDJ \| + 0 s \| \| \| 9.º \| Nils Eekhoff \| Team Sunweb \| + 0 s \| \| \| 10.º \| Damien Touzé \| Saint Michel-Auber 93 \| + 0 s \| \| |                    |                            |                 |
| |                    |                            |                 |
| Fuente: ProCyclingStats |                    |                            |                 |
| Clasificación general |                    |                            |                 |
| Ciclista | Ciclista           | Equipo                     | Tiempo          |
| 1.º | Valentin Madouas   | Groupama-FDJ               | 4 h 20 min 27 s |
| 2.º | Bryan Coquard      | Vital Concept              | + 0 s           |
| 3.º | Christophe Laporte | Cofidis, Solutions Crédits | + 0 s           |
| 4.º | Bram Welten        | Fortuneo-Samsic            | + 0 s           |
| 5.º | Milan Menten       | Sport Vlaanderen-Baloise   | + 0 s           |
| 6.º | Jon Aberasturi     | Euskadi-Murias             | + 0 s           |
| 7.º | Andrea Pasqualon   | Wanty-Groupe Gobert        | + 0 s           |
| 8.º | Mickaël Delage     | Groupama-FDJ               | + 0 s           |
| 9.º | Nils Eekhoff       | Team Sunweb                | + 0 s           |
| 10.º | Damien Touzé       | Saint Michel-Auber 93      | + 0 s           |

## UCI World Ranking
La París-Bourges otorga puntos para el UCI WorldTour 2018 y el UCI World Ranking, este último para corredores de los equipos en las categorías UCI WorldTeam, Profesional Continental y Equipos Continentales. Las siguientes tablas son el baremo de puntuación y los corredores que obtuvieron puntos:
| Posición              | 1.ª | 2.ª | 3.ª | 4.ª | 5.ª | 6.ª | 7.ª | 8.ª | 9.ª | 10.ª | 11.ª | 12.ª | 13.ª-15.ª | 16.ª-25.ª |
| Clasificación general | 125 | 85  | 70  | 60  | 50  | 40  | 35  | 30  | 25  | 20   | 15   | 10   | 5         | 3         |

| 1.º  | Valentin Madouas   | Groupama-FDJ                  | 125 |
| 2.º  | Bryan Coquard      | Vital Concept                 | 85  |
| 3.º  | Christophe Laporte | Cofidis, Solutions Crédits    | 70  |
| 4.º  | Bram Welten        | Fortuneo-Samsic               | 60  |
| 5.º  | Milan Menten       | Sport Vlaanderen-Baloise      | 50  |
| 6.º  | Jon Aberasturi     | Euskadi Basque Country-Murias | 40  |
| 7.º  | Andrea Pasqualon   | Wanty-Groupe Gobert           | 35  |
| 8.º  | Mickaël Delage     | Groupama-FDJ                  | 30  |
| 9.º  | Nils Eekhoff       | Development Sunweb            | 25  |
| 10.º | Damien Touzé       | Saint Michel-Auber93          | 20  |